# Phyllogomphoides angularis
Phyllogomphoides angularis är en trollsländeart som beskrevs av Belle 1982. Phyllogomphoides angularis ingår i släktet Phyllogomphoides och familjen flodtrollsländor. IUCN kategoriserar arten globalt som livskraftig. Inga underarter finns listade i Catalogue of Life.